# Disgaea: Hour of Darkness
Disgaea: Hour of Darkness (魔界戦記 ディスガイア?, Makai Senki Disugaia, lett. "Cronache della guerra del Mondo Oscuro: Disgaea"). Videogioco di ruolo tattico sviluppato per PlayStation 2 e pubblicato dalla Nippon Ichi Software in Giappone, il 30 gennaio 2003, dalla Atlus USA Inc. in America settentrionale, il 27 agosto 2003, e dalla Koei, in Europa, il 28 maggio 2004. Il titolo è stato in seguito ripubblicato anche per Nintendo DS, PSP (Disgaea: Afternoon of Darkness), PC, Nintendo Switch e PlayStation 4 (Disgaea 1 Complete), con nuovi contenuti.
La Nippon Ichi ha anche concesso i diritti per distribuire il marchio Disgaea per altri prodotti, tra i quali spicca un manga. Nel 2006 venne pubblicato dalla Nippon Ichi un seguito, intitolato Disgaea 2: Cursed Memories, ed un anime, per un totale di dodici episodi, fedele alla trama, ma non del tutto identico.

## Trama
La storia del videogioco inizia con il risveglio di Laharl, figlio di Re Krichevorsky, dopo un lungo sonno in una bara mortuaria situata nella sua camera, mentre Etna, fedele vassalla di corte, tentava in ogni modo (tramite anche l'ausilio di trivelle, esplosivi ed armi varie). Laharl racconta del suo riposo, durato due anni più del necessario, durante i quali suo padre è deceduto soffocato dal suo dolcetto preferito. Il principe reclama il trono e, dopo essersi fatto spiegare le meccaniche di combattimento da Etna, si dirige assieme ad essa ed una Prinny Squad al servizio della medesima la magione di Vyers. Qui incontra proprio Vyers, che la invita ad un duello "all'ultimo sangue, da veri uomini". Mid-boss sarà il nome che Laharl affibbierà al poliedrico vampiro francese. Qui Laharl incontra Flonne, l'Apprendista Angelo inviata da Vulcanus, autorità nel Paradiso, per uccidere Krichevorsky. Venuta a conoscenza della morte del Re, Flonne si unisce a Laharl per aiutarlo nella sua formazione spirituale. Frattanto Vulcanus, sospettando di Flonne, elabora una strategia per fermarla. Dopo la richiesta di Etna a Laharl di pagare i Prinny, le mascotte del gioco, il nuovo Re opta per l'assalto al castello di Hoggmeiser ma, prima di ucciderlo, spunta il figlioletto e lo trascina via.
Flonne chiede a Laharl di non biasimarli e di essere magnanimo, per cui si convince, concedendo loro parte delle ricchezze rubate. Hoggmeiser, per riconoscenza, si unisce al drappello. Ad un certo punto, sia Flonne che Etna scoprono una fotografia in cui Laharl viene ritratto in una posizione umiliante. Il contenuto non venne mai rivelato. Pur essendo di carattere irascibile, Laharl s'infuria ancora di più, scoprendo che la foto è solo una copia di prossima pubblicazione; divulgazione incerta, se il Principe decidesse invece di accettare una sfida per il titolo di Signore del Male. Come risposta alla sfida, incontrato il mandante, Maderas, vampiro bandito dal precedente Overlord, inizia il duello: Maderas, astutamente, conoscendo bene ciò per cui il principe è inviso, ovvero donne formose e frasi speranzose, così ne approfitta, rendendo lo sfidante più debole. Inoltre Etna, già da qualche tempo al suo servizio, viene da lui svelata come mastino personale.
Etna, pentitasi, tradisce Maderas e, assieme a Laharl, Flonne e Mid-boss, sgomina Maderas. Sconfitto, Maderas si unisce volontariamente allo squadrone. Durante la notte seguente, Flonne ode alcuni Prinny gorgheggiare soavemente. il giorno seguente, Laharl, timoroso per la sua reputazione di re del male, sorpreso dalla fuga dei vassalli, decide di inseguirli. Raggiunta la personificazione stessa della morte dopo un'estenuante sfida cappa e spada, la Sorellona Prinny, assieme agli altri Prinny, si reincarna in essere umano, così Laharl scopre - avvenimento fondamentale per il suo cambio interiore - che la Sorellona Prinny è sua madre, suicidatasi per amore del proprio ed unico figlio. Divenuto l'unico ed indiscusso Overlord del Makai, incontra un gruppo di umani avvenenti, originari dal pianeta Terra: Gordon, Difensore della Terra, Jennifer, sua assistente, e Thursday, robot "utile in tutto e per tutto". I tre vengono inviati nel Makai con l'inganno, per assassinare Laharl, ma con lo scopo reale di sterminare il genere umano. Laharl, benché non intenzionato sin dal principio, promette di dissipare le sue intenzioni, ma perdere, per Gordon, equivarrebbe a diventare sottoposto dell'Overlord. Spiazzato dal giovane, Gordon ed i suoi compagni sono costretti ad allearsi col mefistofelico Laharl. Tempo dopo, le forze armate della Terra giungono nel Makai, e a Gordon viene rivelata la verità: Vulcanus, vice-serafino, ha pattuito con gli umani la conquista del Makai. Kurtis viene mandato dal Generale Carter nel Makai, al comando dell'imponente astronave "Space Battleship Gargantua".
Allontanata Jennifer, figlia del Generale, assalgono i rimanenti membri, ma Laharl precipitosamente emana tutto il suo potere, annichilendo ogni ostacolo al suo passaggio. Laharl e soci, giunti sulla coperta del Gargantua, combattono alcuni Arcangeli di Celestia. Sconfitto, il Generale Carter fugge, ma improvvisamente gli appare il Mid-boss e lo avverte (di cosa?). Flonne lenisce le ferite degli amici e, pronti alla battaglia finale, si dirigono verso Celestia per combattere il Serafino Pristino, Lamington. Vulcanus, frattanto, confessa il tradimento di Flonne al Serafino stesso, avvertendolo della presenza della sovrastante armata di demoni giunte alle porte di Celestia. Capeggiando un esercito di Angeli, Vulcanus svela le sue ossessioni e manie all'Overlord: dominare i tre mondi, Paradiso, Terra ed Inferi, per autoproclamarsi unico Dio. Una volta sconfitto ed eliminato, Flonne giunge dal Serafino Lamington, svelandogli i piani infidi del suo vice. Il Serafino accetta la sua confessione e di come i demoni siano apprensivi con l'amore, ma, dato il suo tradimento, necessita almeno di una punizione: Flonne viene tramutata in un fiore. Reputandolo iniquo, Laharl sfida a duello il Serafino, così il vero scontro finale inizia ora.
Il finale del gioco è ampiamente variabile: il Serafino Pristino potrebbe sia morire, che rimanere in vita; Laharl potrebbe dominare il Makai come unico detentore (finale effettivo), o morire e mutare in Prinny. Flonne raggiungere una carica imponente come Angelo, oppure diventa Angelo Decaduto (finale effettivo). Etna potrebbe risiedere sul trono come Overlord, oppure fuggire e dedicarsi alla ricerca di preziose ricchezze (finale effettivo). Nel finale buono, alcuni indizi indicano come in Vyers, la reale identità del Mid-boss, a seguito di un discorso con lo spirito della defunta madre di Laharl, possa essere in realtà la reincarnazione del re Krichevorsky, mentore indiretto di suo figlio durante l'avventura.

## Modalità di gioco
In Disgaea è possibile esplorare la sede principale di Laharl, il protagonista, principe e futuro Signore del Male, parlare con i servi al suo servizio per acquisire oggetti, informazioni e curiosità sul mondo fantasioso del gioco. È possibile inoltre sfidare in duello numerosi mostri. Ogni gruppo di nemici è collocato in una mappa dalla forma prettamente quadrata e divisa in diversi tasselli invisibili; ogni mappa, uccisi tutti i mostri, diventa rigiocabile illimitatamente.
Le unità si dividono sia in umani che in mostri, entrambi i gruppi sono utilizzabili dal giocatore ed evolvibili a piacere, fin quando lo si desidera e senza limiti, una volta raggiunto un determinato punteggio.
I personaggi umani, per non permettere l'attacco, a dispetto dei mostri, possono sollevare e lanciare, o mantenere sulle spalle i nemici. Lanciando i nemici lontano si ottiene un vantaggio incommensurabile, mentre, lanciandoli al di sopra di un nemico, in base ai livelli dei due mostri, il più forte prevarrà sul debole, ottenendo tutti i suoi poteri e rendendosi più potente e difficile da sconfiggere. Sorreggere un nemico, comunque sia, sottrae ad ogni turno una percentuale d'energia in base al livello del nemico ed al suo grado d'appartenenza.
È anche possibile catturare i nemici, in modo da utilizzarli in seguito, gettandoli nella piastrella di partenza. In base a vari fattori è resa possibile la riuscita nella cattura del nemico : un fallito tentativo determinerà l'uccisione istantanea, ma non irreversibile, di tutti i personaggi in attesa, oltre a lasciare il nemico vivo.

### Geo Panels
Alcune mappe di Disgaea contengono i Geo Panels, quadrati situati al suolo di colori vari. Disposti a terra sono presenti diversi simboli piramidali, chiamati Geo Symbols. Ognuno di essi dispone di abilità particolari: un attacco in più, 50% di potenza fisica e difensiva di vantaggio, ma anche malus: inibizione dei poteri, calo difese ecc.
Se un Geo Symbol viene distrutto su un pannello di colore differente, tutti i pannelli cambieranno di colore. Se è disposto, sempre su un pannello di colore uguale o un altro di colore differente, si otterrà un "combo": ogni "combo" equivale ad uno, ma, distrutto il primo simbolo, raddoppierà, poi triplicherà e continua così.
Se si otterrà la "combo" summa, un attacco globale eliminerà o danneggerà pesantemente tutti i nemici in campo. Questo è un gioco ricco di "combo" micidiali e giocate molto diverse da sfruttare, tutte per battere i nemici come in super Mario.

### Il Bastione di Laharl
Fulcro del gioco, il castello permette l'attivazione di molte funzioni, tra cui spicca l'originale vortice per il raggiungimento di mondi differenti o zone molto distanti immediatamente. Più si avanza con il gioco, più locazioni verranno rese accessibili.
Escluso l'"Universo Oggettuario" e l'"Assemblea Oscura", tutti i mondi sono raggiungibili parlando con la reggi-mondi. Come già spiegato, tutte le mappe, eccezione solo per alcune sporadiche, sono rigiuocabili a piacimento, con il boss rimpiazzato da un nemico più forte.
Solo una coppia di negozi sono disponibili nel gioco, rispettivamente il negozio d'armature e d'armi, in grado di rifornire Laharl e soci.
La qualità dei prodotti in vendita è migliorabile solo grazie ad un'attenta osservazione da parte dell'Assemblea Oscura, che, in base ai voti conseguiti, potrà approvare o disapprovare il rifornimento di prodotti superiori.
E' a disposizione dei personaggi un ospedale istantaneo, che, attraverso il pagamento di una notevole parcella in proporzione ai danni subìti, curerà totalmente il gruppo. Verranno conferiti oggetti speciali al giocatore se verrà pagata una somma considerevole per i trattamenti.

### Assemblea Oscura
L'Assemblea Oscura permane per supportare il giocatore al di fuori dei combattimenti. Migliorare l'inventario acquistabile dai depositi, arruolare nuovi personaggi, promuovere i propri personaggi a gradi superiori: tutto ciò è possibile esclusivamente tramite la consulta dell'Assemblea Oscura.
In base ai voti ottenuti, verrà o no concesso ausilio allo squadrone del principe. Visualmente, è constatabile l'apprezzamento o meno da parte dei senatori leggendo il grado di gaiezza nei loro confronti scritto al di sopra delle loro teste: blu se è positivo, rosso se negativo.
Se un'assemblea risulterà ostile, sarà possibile affrontare i potentissimi senatori in combattimento: ucciderli determinerà la vittoria, quindi il soddisfacimento delle richieste, ma i senatori non gradiranno, torneranno in vita è condanneranno il principe.
È grazie al "Mana" se l'assemblea è consultabile: più "Mana" si acquisisce, più possibilità di creare personaggi potenti e di ottenere favori saranno a disposizione. Per guadagnare "Mana", bisogna eliminare i nemici: più potente è il nemico ucciso, maggiore è la quantità di "Mana" risarcibile.

### Personaggi
- Laharl (ラハール?, Rahāru), figlio del Re Krichevskoy, pianificò di succedere al padre nel ruolo di Signore del Male. Arrogante e presuntuoso, desidera sempre di sfidare qualcuno per mostrare tra i demoni del Mondo Rinnegato, il Makai, il suo singolare erculeo potere.

Non del tutto invincibile, qualitativamente perde molte abilità se posto di fronte a nemici, come donne dal corpo sensuale e, ancor più negativo, se solite parlare usando parole come "amore","amicizia" ed "amore eterno"...
- Etna, comandante della Prinny Squad, una dei vassalli fedeli a Laharl dopo la morte del precedente Signore. Serve doviziosamente Laharl, senza mancare di critiche ed offese verso il suo signore, alquanto negligente nel punirla.

Cambia comunque carattere dopo che Laharl la risparmia a seguito del suo tradimento, divenendo a lui leale e rispettandolo come Signore del Male (dopo che Laharl finalmente decide di rendere servigi ai demoni bisognosi), non mancando comunque di ironizzare su tutto. Approfittatrice dei suoi scalognati Prinny, usa la violenza spudoratamente
- Flonne (フロン?, Furon), Allieva Angelo inviata in missione per assassinare Re Krichevskoy. Scoperto che il Re precedente è morto, prova in tutti modi ad infondere amore nell'animo spietato di Laharl, per fargli comprendere che anche i demoni possono amare ed essere amati.
- Capitano Gordon ,"Difensore della Terra", inviato nel Makai per relegarne i demoni. Desideroso di giustizia, è spesso molto impacciato e non comprende i veri intenti altrui, rimanendo ingannato sino a che non ne viene informato. Grazie alla sua prontezza e determinazione, nessuno è riuscito ad impedirgli di riprendersi, anche nei momenti peggiori
- Jennifer, guardia spalle di Gordon. Donna sexy, scherza spesso ed in maniera un poco voluttuosa. In realtà è un'esperta d'elettronica, molto più abile persino di scienziati di fama mondiale. Anche in combattimento è molto abile in quanto utilizza uno stile di Kung-fu d'avanguardia
- Thursday, il robot "Adatto a qualunque occasione", costruito da Jennifer. Eredita da Gordon la passione per la giustizia, anche se fosse necessario surriscaldarsi sino all'autodistruzione. Affabile ma anche sarcastico. L'esclamazione 'bip beep' indica sempre il termine delle sue frasi
- Generale Carter, padre adottivo di Jennifer e dei Difensori della Terra. Aiutato da Vulcanus, Arcangelo Pristino del Paradiso, dopo aver mandato Gordon, Jennifer e Thursday in una sorta di "ricognizione" per comprendere il nuovo mondo da colonizzare, assedia il Makai
- Sorellona Prinny, Prinny rosso, più sagace ed erudito degli altri di colore Blu; evidentemente era viva ed è ancora una femmina, figura materna presso gli altri Prinny. È l'unico essere della sua specie a non esclamare alla fine un "dood" (pron. dud).
- Hoggmeiser, rappresentante di Krichevskoy, morto quest'ultimo, sottrae numerosi tesori dal Bastione del Signore del Male, costruendosi una sua magione. Ha un figlioletto di nome Porkmeister
- Maderas, vassallo di Krichevskoy, esiliato dopo aver rubato uno dei dolcetti preferiti di sua Maestà. Costringe Etna ad allearsi con lui, rubandole le memorie. Demone potente, ma non quanto basta per surclassare Laharl
- Baal, leggendario Signore del Male, sigillato da Re Krichevskoy innumerevoli anni prima dell'inizio del gioco. Signore del Terrore, è enorme ed utilizza sia lame affilatissime e pericolosissime, che tecniche da duello. Una volta sconfitto, si reincarna in un "Uber Prinny", provocando distruzione ed esplosioni ovunque.

## Riconoscimenti
IGN ha classificato il medesimo gioco tra la categoria The Best of 2003 come "Miglior Gioco Giocato Da Nessuno"; il gioco è stato anche riconosciuto come "Miglior Gioco di Strategia".
GameSpy l'ha valutato come "Gioco dell'anno", con un voto di 9/10, vincendo il riconoscimento di "Miglior Tattico su PS2".